# Myélopathie
Une myélopathie est une maladie qui affecte la moelle spinale. Le terme est formé du grec muelos (moelle) et pathos (maladie).
Le concept regroupe chez l'humain aussi bien les maladies de la moelle spinale dues à une tumeur, une inflammation, une compression, etc. et ceci quel qu'en soit l'étage atteint (cervical ou non). Le dictionnaire de l'Académie nationale de médecine retient en particulier les myélopathies associées aux cervicarthroses et sténoses du canal rachidien ; les myélopathies vasculaires ; les myélopathies aigües non vasculaires dont la cause peut être infectieuse (virus, bactéries, parasites), post-vaccinale, signant le début d'une sclérose en plaques, toxique, etc. ; les myélopathies paranéoplasiques ; ou, de façon moins précise, des myélopathies tropicales.
Chez le chien il s'agit essentiellement de la myélopathie dégénérative canine (en), anciennement dite radiculomyélopathie dégénérative chronique, qui affecte particulièrement les bergers allemand.